# Münschbach
Münschbach ist ein Weiler der Gemeinde Rimbach im südhessischen Landkreis Bergstraße. Er gehört zur Gemarkung Rimbach.

## Geographische Lage
Der Ort liegt am Fuße der Tromm im Odenwald südlich von Rimbach.

## Geschichte
Erstmals erwähnt wird der Ort im Jahre 1411. Damals lautete der Ortsname „Monnenpach“. Später hieß das Dorf dann Mundspach, Monspach, Munspach, Mynspach, Mönsbach, Münchsbach, Minschbach und Mönchsbach. 1820 wurde Münschbach nach Rimbach eingegliedert.